# Ove Arup

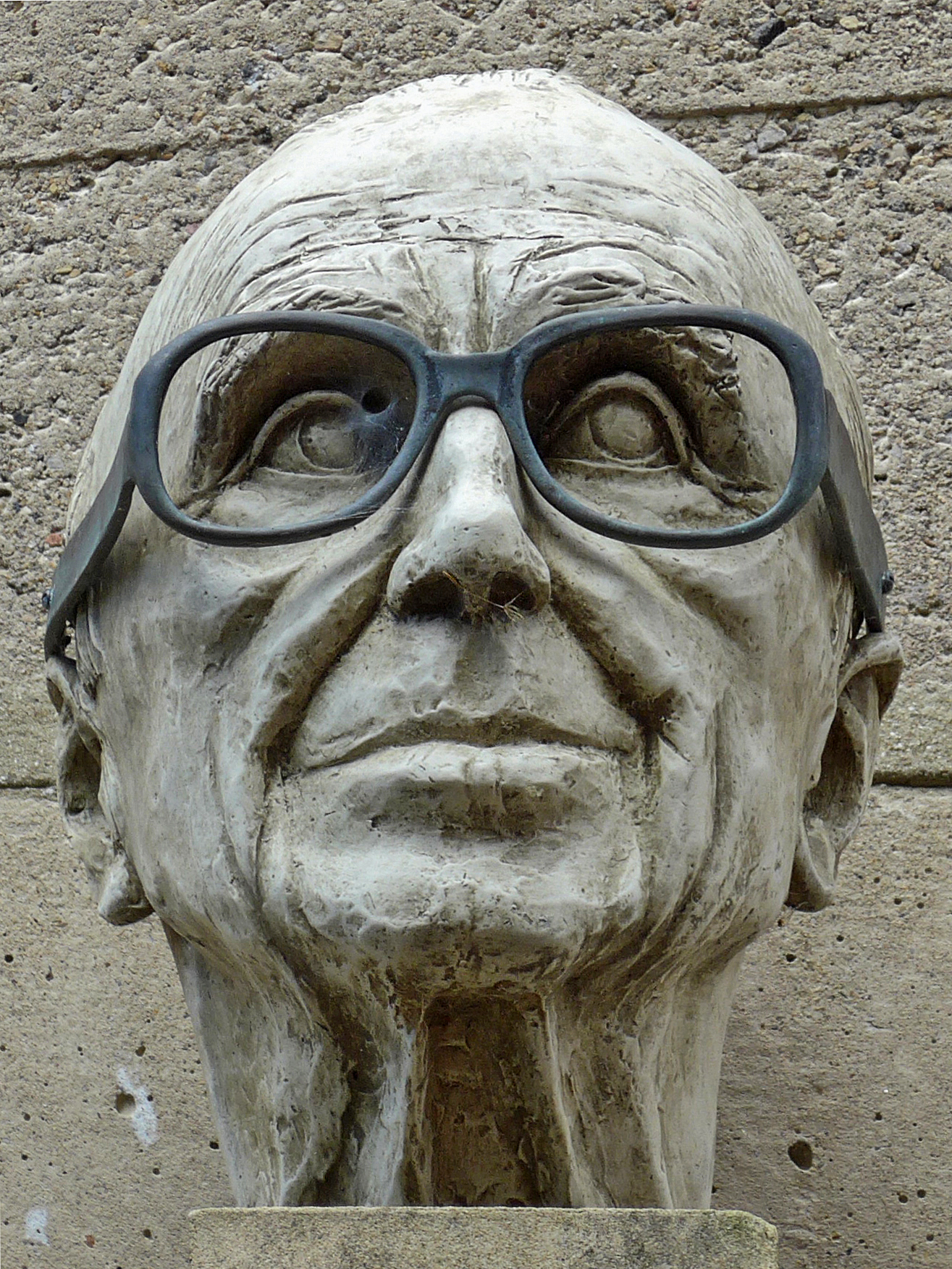
Ove Arup

Ove Nyquist Arup (Newcastle, 16 april 1895 – Londen, 5 februari 1988) was een Engels-Deens bouwkundig ingenieur, theoreticus en grondlegger van het wereldwijd opererende ingenieursbureau Arup.
Arup is een van de belangrijkste ingenieurs van de twintigste eeuw. Hij combineerde filosofische en artistieke aspecten met de praktische bouwkundige uitvoering van constructies en functioneerde zo als een brug tussen de esthetische en de architectonische aspecten in het ontwerpen van gebouwen. Hij is een van de weinige ingenieurs die werden bekroond met de Royal Gold Medal, een architectuurprijs van het Royal Institute of British Architects, en was ook een van de weinige ingenieurs die deel uitmaakten van de architectuurdenktank MARS Group. Hij verwierf internationale bekendheid door zijn bijdrage als ingenieur voor de constructie van de Sydney Opera House.